# 第二次世界大戦の参戦国

第二次世界大戦の参戦国
連合国とその植民地・被占領国（真珠湾攻撃より前）
（小菱形は当初は中立国だったが、ソ連に併合された国）
連合国（真珠湾攻撃以降）
（小菱形は戦争の後半で枢軸国から連合国に変わった国）
枢軸国とその植民地、独立維持のために枢軸側に与した国
（小菱形）枢軸国に占領され、その傀儡とされた国。
中立国（大戦中一貫しての中立国）
※小丸は都市国家や小国家を示す。

第二次世界大戦の参戦国（だいにじせかいたいせんのさんせんこく, Participants in World War II）では、第二次世界大戦に参戦した連合国と枢軸国および主要な中立国を列挙する。
1945年には当時世界に存在した国家の多くが連合国として参戦した。イタリア王国、ルーマニア、フィンランドなどは敗北が明白になったり、国土を連合国軍に占領されたりしたために、連合国側に立場を変えた（枢軸国から離脱した国家）。トルコやアルゼンチンは、大戦中の大半にわたって中立を維持したが、末期には参戦した (1945年の新規参戦国)。またスペインなど、中立であっても何らかの形で戦争協力を行った国や、戦争被害を受けた国も存在する。

## 連合国

### 1939年
ポーランド侵攻
- ポーランド第二共和国（9月1日）（1939年10月6日に全土が占領され、以降はポーランド亡命政府が抗戦継続）
- 大英帝国 (9月3日)
  -  オーストラリア
  -  ニュージーランド
  -  イギリス領インド帝国
- フランス（第三共和政） （9月3日） - 1940年6月22日、独仏休戦協定を結び離脱。

- ネパール（9月4日）
- 英領ニューファンドランド（9月4日）
- 南アフリカ連邦（9月6日）
- カナダ（9月10日）
- チェコスロバキア亡命政府（10月2日）

### 1940年
北欧侵攻
- デンマーク（4月9日）（1940年4月9日～1945年ドイツの占領下となり、デンマーク亡命政府が継続）
- ノルウェー（4月9日）（1940年～1945年、本土はドイツの占領下となり、ノルウェー亡命政府が抗戦継続）

フランス・ベネルクス侵攻
- ルクセンブルク（5月10日）（1940年5月10日に本土が占領され、以降はルクセンブルク亡命政府が抗戦継続）
- オランダ海上帝国（5月10日）（1940年5月15日に本土が占領され、以降はオランダ亡命政府が抗戦継続）
  - オランダ王国
  -  オランダ領東インド
- ベルギー植民地帝国（5月10日）（1940年5月28日に本土が占領され、国王が降伏。以降はベルギー亡命政府が抗戦継続）
  -  ベルギー領コンゴ
- 自由フランス政府（1940年6月より。1944年にフランス共和国臨時政府に発展）
- フランス領インドシナ連邦 (1940年6月)

ギリシャ・イタリア戦争
- ギリシャ王国（10月28日）（1940年4月23日に軍がイタリア王国に降伏。以降はギリシャ亡命政府等（ギリシャ内戦）が抗戦継続）

### 1941年
ソビエト連邦侵攻(ソビエト社会主義共和国連邦)
- ソビエト連邦（6月22日）
- トゥヴァ人民共和国　(6月25日) 　(1941年6月25日に対独宣戦布告しているが、モンゴルと同様に他国から承認されていない)
- モンゴル人民共和国　(8月9日) 　(1941年8月9日に対日宣戦、満州侵攻などに参加。当時は中華民国などから承認されてない）
  -  ウクライナ・ソビエト社会主義共和国（国際連合原加盟国）
  -  白ロシア・ソビエト社会主義共和国（国際連合原加盟国）

日本軍の攻撃開始
- パナマ（12月7日）
- アメリカ合衆国（12月8日）
- コスタリカ（12月8日）
- ドミニカ共和国（12月8日）
- エルサルバドル（12月8日）
- ハイチ（12月8日）
- ホンジュラス（12月8日）
- ニカラグア（12月8日）
- 中華民国（12月9日）
- フィリピン・コモンウェルス（12月9日）
- グアテマラ（12月9日）
- キューバ（12月9日）

### 1942年
- メキシコ（5月22日）
- ブラジル（8月22日）
- エチオピア帝国（12月14日）

### 1943年
- ボリビア（4月7日）
- コロンビア（7月26日）
- ペルシア（9月9日）（1941年からイギリス軍・ソ連軍の軍事介入を受ける。イラン進駐 (1941年)）
- ユーゴスラビア社会主義連邦共和国（12月4日）（テヘラン会談によって承認されたパルチザン政権）

### 1944年
- リベリア（1月27日）
- ペルー（2月12日）
- アルバニア臨時政府（10月26日）

### 1945年
- エクアドル（2月2日）
- パラグアイ（2月7日）
- ウルグアイ（2月15日）
- ベネズエラ（2月15日）
- トルコ（2月23日）
- エジプト（2月27日）
- シリア（2月27日）（フランス植民地。1942年以降自由フランス統治。1944年に独立宣言。）
- レバノン（3月1日）
- サウジアラビア（3月1日）
- アルゼンチン（3月27日）
- チリ（4月11日）

## 枢軸国から離脱した国家
以下の国々はかつて枢軸国の一員であったが、戦局の悪化により連合国側と休戦し、その後枢軸国側と交戦した。ただし連合国共同宣言には署名していない共同参戦国という扱いであった。戦後、これらの国は敗戦国として講和条約パリ条約を締結した。
- イタリア王国
- ルーマニア王国
- ブルガリア王国
- フィンランド
- ハンガリー臨時政府

## 枢軸国
- ドイツ国
- 大日本帝国
- イタリア王国
- フィンランド
- タイ
- イラク
- ハンガリー王国
- ルーマニア王国
- ブルガリア王国

### 枢軸国の傀儡政権とみなされ、講和せず消滅した国家
- イタリア社会共和国 - 枢軸側としてイタリア北部に建国。1945年に消滅
- スロバキア共和国
- イタリア保護領アルバニア
- アルバニア王国 (ドイツ支配下)
- ハンガリー国民統一政府
- クロアチア独立国
- 自由インド仮政府
- ビルマ国
- 満洲国
- 蒙古聯合自治政府
- 中華民国(汪兆銘政権）
- フィリピン第二共和国
- ベトナム帝国
- カンボジア王国
- ラオス王国
- ベーメン・メーレン保護領
- ノルウェー国家弁務官区（クヴィスリング政権）
- ギリシャ国
- セルビア救国政府
- モンテネグロ (it)
- ピンドス公国
- マケドニア公国
- フランス国

## 主な中立国

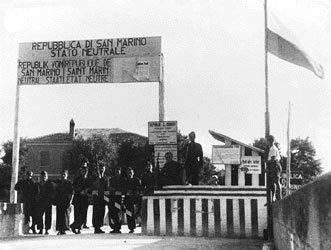
国境線に中立国を示す看板を立てるサンマリノ

- アイルランド - 中立を宣言したが、数万人の義勇兵がイギリス軍に参戦した。1941年、ダブリンがドイツ空軍によって空襲を受けている（第二次世界大戦中のダブリン空襲）。IRAが秘密裏に北アイルランドの攻撃・占領を目的としてドイツと接触していたとされている。また、1942年に日本軍がシンガポールを陥落させた際は、IRA幹部らが駐ダブリン日本領事を招いて祝賀会を開いたり、在欧外交拠点に対して送金に便宜を図るなどしていた[1]。
- アフガニスタン王国 - 参戦国の全ての国の外交官以外の民間人に国外退去を命じた。
- アンドラ - 中立を宣言したが、スペイン軍が駐留している。またスペインとヴィシー政権の密輸ルートとして利用されている。1944年にはドイツ軍の部隊が領内に侵入しているが、1945年に退去するまで戦闘行為は発生しなかった。
- イエメン王国
- サンマリノ - 1944年6月26日に連合国の誤爆を受けた。9月17日にドイツ軍が占領、同日から20日にかけてサンマリノの戦い（英語版）が発生、これに勝利した連合国によって約2ヶ月間占領された。
- スイス - フランス占領後、ドイツが侵攻計画（タンネンバウム作戦）を秘密裏に練っていたが、実行されなかった。領空はしばしば両陣営の航空機による侵犯が行われ、戦闘が発生している。1944年4月1日に行われたシャフハウゼンへの空爆では、約40名の死者を出している（第二次世界大戦中のスイスへの空襲）（二度の世界大戦下のスイス（英語版））。1945年のマニラの戦いで在留スイス人が戦闘に巻き込まれ死亡したことで、日本との断交も検討されたが最終的には見送られ、連合国側へのポツダム宣言受諾の通知はスイス政府を通じて行われた。戦後、ナチスの隠し資産が銀行に多数保管されていたことが判明し、中立違反であると非難され、1952年に旧連合国側に対して賠償金を支払っている。
- スウェーデン - 冬戦争に義勇軍を派兵したものの、大戦では中立を維持した。国内では両陣営の外交官が活動を行っていた。
- スペイン - 防共協定に参加したが、アンダイエ会談では参戦要請を断った。ただし義勇兵部隊の派遣、ドイツ海軍への港湾施設の提供、軍事情報提供（ミンスミート作戦）など、枢軸国に協力的な行動をとっている。
- チベット - 連合国から援蒋ルートとして使うための領土の通過を打診されたが、拒否している。
- ポルトガル - 英葡永久同盟に基づき、アゾレス諸島の利用権を連合国に提供している。しかし、海外領土の東ティモールは日本軍および連合国によって占領されている。ほか、青師団に少数のポルトガル青年団団員が参加している。
- バチカン - ローマ爆撃の際に一部建物に被害を受けている。
- モナコ - 1942年11月にイタリア王国によって占領され、1943年のイタリア降伏後はドイツによって占領されている。連合国によるフランス解放後の1944年9月以降、大公子レーニエ（のちの大公レーニエ3世）がフランス軍に従軍し、アルザス地方などで戦闘に参加している。
- リヒテンシュタイン - ナチズム勢力が増大していたが、総選挙を無期限延期してナチズム化を防いだ。
- チリやアルゼンチン、トルコなどは終戦数ヶ月前に連合国側に参戦し、実際の戦闘は殆ど行わなかったために中立国とみなされることが多い。

## 連合国・枢軸国双方と交戦した勢力
- ウクライナ蜂起軍 - 反独反ソを掲げ独ソ両軍に対して激しい抵抗を行った。

## その他
- 大韓民国臨時政府 - 1941年12月9日に日本およびドイツに対して宣戦布告しているが、国家としての承認はどの国も行っていない。戦後、臨時政府の法統を継ぐとしている大韓民国政府は、連合国の一員であるという扱いを求めたが、連合国共同宣言に署名していないとしてアメリカ政府に承認を拒絶されている（1951年7月19日付エモンズによる会談覚書）。
- アイスランドはアメリカによる占領中の1944年6月にデンマークから独立している。大戦中を通じてアイスランドの港湾や基地は連合国によって利用された。
- フランス植民地の各政府は対応がかなり異なるが、徐々にヴィシー政権から自由フランス側へと移っていった。中部アフリカの植民地は早い段階で自由フランス側についたが、フランス領インドシナ政府は仏印進駐によって日本軍の占領下にあったため、1945年冒頭まで親枢軸国であった。